# روجر ساندبرغ
روجر ساندبرغ (بالسويدية: Roger Sandberg)‏ (12 يونيو 1972 لوليو السويد - ) هو لاعب كرة قدم سويدي يلعب كمدافع.

## روابط خارجية
- روجر ساندبرغ على موقع اتحاد السويد (السويدية)
- روجر ساندبرغ على موقع قاعدة بيانات كرة القدم.إي يو (الإنجليزية)